# ジェイペグマフィア
バリントン・デヴォーン・ヘンドリックス（Barrington DeVaughn Hendricks、1989年10月22日 - ）は、ジェイペグマフィア（JPEGMAFIA）として知られるアメリカ合衆国のラッパー、音楽プロデューサーである。

## 生い立ちと教育
バリントン・ヘンドリックスことジェイペグマフィアはブルックリンのフラットブッシュでジャマイカ人の両親のもとに生まれた。幼少期の大部分をブルックリンで過ごした後、13歳でアラバマ州に移住し、そこで経験した significant な人種差別が後の彼の音楽に強い影響を与えた。2021年4月、ジェイペグマフィアはソーシャルメディアを通じて、「性的、言葉、身体的に虐待的な幼少期」を過ごしたことを明かした。
ジェイペグマフィアはルイジアナ州に移り、18歳でアメリカ空軍に入隊した。彼はイラク戦争で任務につき、クウェート、ドイツ、日本、北アフリカでも過ごした後、上官からの虐待を報告したことで名誉除隊した。以前は軍在籍中にジャーナリズムの修士号を取得したと主張していたが、ジェイペグマフィアは後に、派遣中に履修したコースワークで修士号は授与されなかったと認めている。

## キャリア

### 2009年–2016年：初期の作品とキャリアの始まり
ジェイペグマフィアは15歳で音楽制作に興味を持ち、サンプリングの方法を学んでからプロデュースを始めた。自身のプロデュースについて、ジェイペグマフィアは「最初にビートを作り始めた時、誰もそのビートを気に入らなかった。今日に至るまで、人にビートを渡すと、彼らはただ混乱するだけだ」と語り、「誰も僕のビートを気に入らなかったからラップを始めたんだ」と述べている。ラップを始める前にプロデュースを始めたと述べ、「僕はどちらかというとまずプロデューサーで、次にラッパーだけど、両方とも真剣に取り組んでいる」と語った。日本での軍務中、彼はデヴォン・ジェイペグマフィアという名前で音楽をプロデュースし、作詞作曲していた。この名前でリリースされたミックステープには、『Generation Y』、『Dreamcast Summer Songs』、『The Ghost~Pop Tape』などがある。
2015年にメリーランド州ボルチモアに移り、JPEGMafiaという名義で音楽制作を始めた後、ミックステープ『Communist Slow Jams』（2015年4月）をリリースした。そのわずか1ヶ月後、彼がボルチモアに移住した直後に起きていたフレディ・グレイ抗議運動に触発されたミックステープ『Darkskin Manson』をリリースした。いくつかのミックステープに続き、ジェイペグマフィアは2016年2月にデビュー・スタジオ・アルバム『Black Ben Carson』をDeathbomb Arcからリリースし、他のプロジェクトよりもはるかに荒々しく歪んだサウンドを特徴としていた。その4ヶ月後、彼は同じくボルチモア出身のラッパー、フリーキーとのコラボレーションEP『The 2nd Amendment』をリリースした。

### 2018年–2019年：『Veteran』と『All My Heroes Are Cornballs』
ボルチモアに3年間住んだ後、ジェイペグマフィアはカリフォルニア州ロサンゼルスに移り、当時未定だったセカンド・スタジオ・アルバムを完成させた。2018年1月、彼はセカンド・スタジオ・アルバム『Veteran』をリリースした。Bandcampの記事で、彼は「僕はただの一発屋じゃないってことを見せたかった。いつも変なことをしてるんだ。普段は自分の中だけで留めておくけど、今回はフィルターを外してみた」と語った。リリース当時、『Veteran』はJPEGMafiaの最も実験的なアルバムと見なされ、批評家から広く絶賛された。2025年6月3日、ジェイペグマフィアは6月6日にストリーミングでリリースされる『Veteran』のディレクターズカット版を発表した。このアルバムには、以前はシングルまたは『"NOT ON VETERAN!"』SoundCloudコンピレーションに収録されていた6曲の新しいボーナストラックが含まれている。また、CDおよびビニール版にはインストゥルメンタルも収録されている。
今日、『Veteran』のマスター音源が私の元に戻ってきた。これはほとんどのアーティストが得られない特権、つまり自分の作品を所有するという特権だ。このアルバムは私の人生を永遠に変えた。これがなければ、私の実験的な才能を世界に示す機会は決してなかっただろう。過去の何かを認めなければならないとき、一部の人々はビッチのように泣くが、幸いなことに、私はそのようなくだらない傾向を持っていない。私のアルバムは私の子供たちだ。私は2019年にこれを言ったが、本気だった。
だから、私の2人目の子供が戦争から帰ってきたことを祝して、『Veteran』の特別版、ディレクターズカット版を作った。この版を楽しんでほしい。次にこの子供を公に認める時は、彼をリマスターするだろう。—JPEGMAFIA、『Veteran: The Director's Cut』のリリースに際して
『Veteran』のリリース後、ジェイペグマフィアは次のアルバムの制作に取りかかった。彼は93曲をレコーディングし、それを18曲に絞り込んだ。ヴィンス・ステイプルズのツアーの終わりにミキシングとマスタリングを行い、自身のInstagramで頻繁に進捗状況をパーセンテージで更新していた。リリース前、彼はインタビューやソーシャル・メディアでこのプロジェクトを「失望作」と評していた。アルバムからの最初のシングル「Jesus Forgive Me, I Am a Thot」は2019年8月13日にリリースされた。彼は自身のYouTubeチャンネルに一連のリスニングセッションをアップロードしてアルバムを宣伝し、デンゼル・カリー、ジェフ・トゥイーディー（ウィルコの）、ハンニバル・バレスといった友人やアーティストがアルバムからのカットについて議論し、反応した。『All My Heroes Are Cornballs』は2019年9月13日にリリースされ、さらなる批評家の称賛を受け、彼にとって初めてチャートインしたアルバムとなった。2019年10月、彼は新しいアルバムをサポートするために「JPEGMafia Type Tour」に乗り出した。

### 2020年–2023年：『EP!』、『EP2!』、『LP!』
2020年、ジェイペグマフィアは年間を通じていくつかのシングルをリリースし、それらをEP『EP!』にまとめた。このEPは11月7日にジェイペグマフィアのBandcampページでリリースされ、12月10日には1曲追加されてストリーミングサービスで配信された。2021年2月12日、ジェイペグマフィアは3枚目のEP『EP2!』をリリースした。2021年10月22日、自身の誕生日に4枚目のアルバム『LP!』をリリースし、さらなる称賛を受けた。サンプル関連の問題のため、アルバムは2つのバージョンでリリースされた。ストリーミングサービスでリリースされた『LP!』と、Bandcamp、YouTube、SoundCloudで無料公開されたオリジナルバージョンの『LP! (Offline)』である。2022年2月24日、ジェイペグマフィアはTwitterで、「Online」バージョンに含まれていなかった曲が『OFFLINE!』というEPとしてストリーミングサービスでリリースされたことを発表した。2023年5月23日、ジェイペグマフィアはアルバムの完全な「Offline」バージョンをストリーミングプラットフォームでリリースした。

### 2023年–現在：『Scaring the Hoes』と『I Lay Down My Life for You』
2023年1月15日、ジェイペグマフィアは自身のソーシャルメディアで、同じくラッパーのダニー・ブラウンとのコラボレーションプロジェクトに取り組んでいることを示唆した。2023年1月20日、ジェイペグマフィアは同年中に3枚のアルバムをリリースすることを正式に発表した。2023年2月10日、ジェイペグマフィアは自身のTwitterで、ダニー・ブラウンとのコラボレーションプロジェクトが完成したことを発表し、同年2枚目のアルバムの制作に取りかかっていることを明かした。2023年2月28日、「The Danny Brown Show」で、ジェイペグマフィアとブラウンは彼らのコラボレーションプロジェクトが『Scaring the Hoes Vol. 1』と名付けられたことを発表し（ただし、Bandcamp以外のストリーミングサービスでは「Vol. 1」はタイトルから省かれている）、プロジェクトの最初のシングルのプレビューを公開した。2023年3月13日、プロジェクトの最初のシングル「Lean Beef Patty」がストリーミングサービスでリリースされ、ジェイペグマフィアはコラボレーションプロジェクトが2023年3月24日にリリースされることを発表した。セカンドシングル「SCARING THE HOES」は、ミュージックビデオと共にストリーミングサービスでリリースされた。3日後、アルバムがリリースされた。2023年7月11日、アルバムに収録されなかった曲を収録したEP『Scaring the Hoes: DLC Pack』がストリーミングサービスでリリースされた。
2024年2月10日にリリースされた¥$のアルバム『Vultures 1』の「Stars」、「Fuk Sumn」、「Beg Forgiveness」、「King」のトラックで作詞とプロデュースを担当した。『Vultures 1』の続編『Vultures 2』のデラックス版の1つには、ジェイペグマフィアが作詞・プロデュースしたトラック「Believer」が収録されている。
今後のアルバム『I LAY DOWN MY LIFE FOR YOU』（ジェイペグマフィアのInstagramで明かされた）の準備として、彼はシングル「don't rely on other men」と「SIN MIEDO」をリリースし、RXKNephewをオープニングアクトに迎えた「Lay Down My Life」ワールドツアーも発表した。『I Lay Down My Life for You』は2024年8月1日にリリースされた。アルバムのデラックス版『I Lay Down My Life for You: Director's Cut』は2025年2月3日にリリースされた。「Director's Cut」版には、14曲の新曲（当初は13曲の予定だったが、3日間のリリース遅延を補うためにもう1曲追加された）が含まれ、既存のトラックリストも再構成されている。ジェイペグマフィアは「Director's Cut」がアルバムの「本来のビジョン」であると述べているが、アルバムがリリースされた後にメディアで注目を集め始めたルイージ・マンジョーネへの複数の言及や、自殺とうつ病のテーマが含まれている。
2025年4月24日、以前コラボしたフルームが、ジェイペグマフィアとのコラボトラック「Track 1」をYouTubeでプレビューした。3日後、ジェイペグマフィアとブラウンは『Scaring the Hoes, Vol. 2』が制作中であることを確認した。発表直後、ジェイペグマフィアとフルームはコラボEP『We Live in a Society』を発表し、2025年5月2日にリリースされた。

## 音楽性
彼の音楽は主にエクスペリメンタル・ヒップホップと評されているが、トラップ、コンテンポラリーR&B、ヴェイパーウェイヴ、ノイズ・ラップ、ロックなど幅広いジャンルを取り入れていると言われている。
ケンブリッジ・ユニオンでのインタビューで、ジェイペグマフィアは自身に最も大きな影響を与えたのはカニエ・ウェストだと述べた。彼の初期の影響の一つはロックグループのハンソンであると述べている。また、オール・ダーティー・バスタード、スロッビング・グリッスル、スキニー・パピー、MF DOOM、リル・B、スペースゴーストパープ、ダニー・ブラウン、チーフ・キーフ、アイス・キューブ、リック・ルービン、キャムロン、ビョーク、ジャネール・モネイ、レディオヘッド、ダーティー・ビーチズを影響源として挙げている。

## ディスコグラフィ
スタジオ・アルバム
- 『Black Ben Carson』（2016）
- 『Veteran』（2018）
- 『All My Heroes Are Cornballs』（2019）
- 『LP!』（2021）
- 『I LAY DOWN MY LIFE FOR YOU』（2024）

コラボレーション・アルバム
- 『SCARING THE HOES』（ダニー・ブラウンとの共作）（2023）